# Hartsburg (Illinois)
Hartsburg és una població dels Estats Units a l'estat d'Illinois. Segons el cens del 2000 tenia 358 habitants.

## Demografia
Segons el cens del 2000, Hartsburg tenia 358 habitants, 132 habitatges, i 99 famílies. La densitat de població era de 921,5 habitants/km².
Dels 132 habitatges en un 37,1% hi vivien nens de menys de 18 anys, en un 59,8% hi vivien parelles casades, en un 9,8% dones solteres, i en un 25% no eren unitats familiars. En el 20,5% dels habitatges hi vivien persones soles l'11,4% de les quals corresponia a persones de 65 anys o més que vivien soles. El nombre mitjà de persones vivint en cada habitatge era de 2,71 i el nombre mitjà de persones que vivien en cada família era de 3,08.
Per edats la població es repartia de la següent manera: un 27,7% tenia menys de 18 anys, un 10,9% entre 18 i 24, un 29,1% entre 25 i 44, un 16,8% de 45 a 60 i un 15,6% 65 anys o més.
L'edat mediana era de 35 anys. Per cada 100 dones de 18 o més anys hi havia 97,7 homes.
La renda mediana per habitatge era de 39.000 $ i la renda mediana per família de 39.750 $. Els homes tenien una renda mediana de 31.538 $ mentre que les dones 19.125 $. La renda per capita de la població era de 17.057 $. Aproximadament el 6,7% de les famílies i el 8,5% de la població estaven per davall del llindar de pobresa.

## Poblacions més properes
El següent diagrama mostra les poblacions més properes.